# László Kovács
László Kovács (tudi Laslo Kovač) [lˈaslo kˈovatsʃ] * 13. september 1966 (Lukino selo pri Zrenjaninu, Vojvodina, Srbija); vojvodinski pesnik in pisatelj madžarske narodnosti. 

## Poreklo
Pesnikov oče je bil András Kovács (1946-1997), ribič madžarskega porekla, ki je delal na bližnjem Ribniku na Belem jezeru odnosno na zavarovanem področju naravnega parka Cesarskem barju; mati Marija (Mária 1949-2022) pa je bila gospodinja rojena Zónai, Madžarka doma iz bližnje, 5 km oddaljene Mužlje.

## Življenjska pot
László Kovács – s psevdonimom ’’Laci’’ – je rojen 13. septembra 1966 v ribarskem in vrtnarskem naselju Lukinem selu. Prve štiri razrede ljudske šole je obiskoval v domačem Lukinem selu, a v srednjo šolo je hodil v bližnje, 12 km oddaljeno mesto Zrenjanin, kjer je bil odličen dijak. Takrat še ni bilo neposredne povezave skozi madžarsko naselje Mužljo, ampak je bila pot precej daljša, ker je vodila okrog, skozi nekdaj nemško-romunsko naselje Ečko, pod katero faro je vas spadala vse do izgona Nemcev po Drugi svetovni vojni.
Kot tehnik dela v zrenjaninski tovarni olja Diamant. Od 1986 živi s svojo družino v Mužlji, od koder je doma tudi njegova žena Ibolya rojena Ispánovics. Imata dva odrasla otroka: Norberta in Davida, ki dela na „bližnjem” Dunaju; v tujini si tako služi kruh večina mladih iz te in okoliških vasi, ki so se skoraj izpraznile. 
Po osnovni šoli je mislil oditi v bogoslovje. V srednji šoli pa je začel pisati pesmi, v katerih se kot rdeča nit vleče duhovna razsežnost in krščanski pogled na svet. Svoje pesniške stvaritve v madžarščini je pošiljal v vojvodinske časopise in liste. Doslej je izšlo njegovih 11 samostojnih pesniških zbirk pri različnih založnikih. 
Piše tudi novele in humoreske. 
Od 1997. do 2019. je bil glavni in odgovorin urednik Mužljanskega lista (Muzslyai Újság) – ki še danes izhaja v madžarščini z občasnimi dodatki v srbohrvaščini. 
Od 1998. do 2015. je bil predsednik kulturno-umetniškega društva Mužljanski klub. 
Uglasbljene vsebine njegovih dokaj modernih pesmi so prepevale različne vokalno-instrumentalne skupine ter poželi več nagrad. Njegove pesmi lahko poslušate na ploščah, kasetah, CD-jih in na YouTube-ju. 
1998. leta je z njegovimi versko navdihnjenimi pesmimi nastopil Mužljanski cerkveni zbor Šalom na mladinskom tekmovanju Srebrni zvonček (Ezüstcsengő) ter med več kot deseterimi vojvodinskimi zbori zasedel prvo mesto.

## Pesniške zbirke
1. Az álmok néha segítenek (1997 – Sanje včasih pomagajo)
2. Ha rád törnek a szavak (1998 – Kadar spregovorim o tebi)
3. Az ébren felejtett álmok (1999 – Kod prebujenja pozabljene sanje)
4. Romance (2016)
5. Csillagkapu (2016 – Zvezdnata vrata)[1]
6. Időutazók (2017 – Časoplovi)
7. Üzenetek a földről (2018 – Sporočila z zemlje)
8. A fényjelek legendája (2018 – Zgodba o svetlobnih znamenjih)[2]
9. Az idő túloldalán (2019 – Na drugoj strani časa)
10. Nyomok a végtelenbe (2020 – Sledi v neskončnosti)
11. Az évszakok kertjének titka (2021 – Skrivnost letnih časov)
12. Történetek (2021 - Dogodivščine)
13. Muzslya Szeretlek (2022 - Mužlja, imam te rad)
14. Ahol az emlékek laknak (2023 - Kjer stanujejo spomini)
15. Erről mesélt a madár (2023 - O tem je govoril ptič)
16. Régi muzslyai balladák (2024 - Mužljanske balade)

## Navedek
| Örökre mint gyerek | Večno kot otrok |
| --- | --- |
| „Aki szereti a gyermeket Az befogadja az Istent Az álmokat is kergethet Mert örökre meghagyja gyereknek.“ László Kovács (magyarul 2020) | „Kdor iskreno ljubi otroka Ta sprejema samega Boga On zlahka lovi sanje Ker večno ostaja kot otrok.“ László Kovács (Prevod v slovenščino 2022 Janez Jelen) |